# Bolxoie Lavrovo
Bolxoie Lavrovo (en rus: Большое Лаврово) és un poble de l'óblast de Tambov, a Rússia, segons el cens del 2010 tenia 88 habitants.